# غوزانا
غوزانا هي مدينة أثرية سورية تقع تحت تل حلف وكانت عاصمة لمملكة بيت بخياتي.